# Albert Lenné
Albert Lenné (* 31. Januar 1878 in Straßburg; † 4. Mai 1958 in Köln) war ein katholischer Geistlicher.

## Leben
1903 erfolgte die Priesterweihe von Lenné. In den Jahren 1912 und 1913 promovierte er zum Dr. phil. in Freiburg im Breisgau. Von 1915 bis 1920 war er Pfarrer in Happerschoß, 1920 und 1921 bei St. Maria in Lyskirchen in Köln und im Anschluss bis 1925 bei St. Mariä Himmelfahrt, ebenfalls in Köln. Von 1921 bis 1930 war Albert Lenné ebenso Diözesan-Caritasdirektor des Erzbistums Köln. 1922 wurde er zum Vorsitzenden des Diözesan-Caritasverbandes gewählt, ein Amt, das er bis 1944 innehatte. 1925 wurde er zum Generalvikariatsrat und Stiftsherr in Aachen ernannt. 1928 wurde er Domkapitular am Dom zu Köln. 1956 wurde er vom Kölner Erzbischof zum Domdechant ernannt.
Seit spätestens 1915/16 war Albert Lenné auf Reichsebene verantwortlich und in verschiedenen Bereichen der Kinderfürsorgearbeit tätig, zum Beispiel als Berater von Kardinal von Hartmann oder als langjähriger Vorstand bzw. stellvertretender Vorsitzender des Deutschen Caritasverbandes.

## Auszeichnungen
- Großes Bundesverdienstkreuz (1953)